# 圣奥诺里讷拉沙尔东
48°49′29″N 0°29′04″W / 48.8247°N 0.4844°W
圣奥诺里讷拉沙尔东（法語：Sainte-Honorine-la-Chardonne）是法国奥恩省的一个市镇，位于该省西北部，属于阿尔让唐区。该市镇总面积14.4平方公里，2009年时的人口为711人。

## 交通
奥恩省省道D15线、D25线和D803线在镇中心交汇。省道D17线经过境内西部。

## 人口
圣奥诺里讷拉沙尔东人口变化图示如下 ：